# Абасон

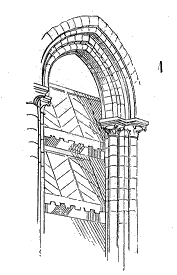
Иллюстрация абасона

Абасон (фр. abat-son [abasɔ̃] — «звукоотражающие пластины, устанавливаемые на колокольне») — архитектурный элемент, который применяется для отражения звука в определённом направлении.

## Применение
Чаще всего использовался в колокольнях, где принимал форму больших жалюзи, направлявших звук колоколов к земле. Применяется до сих пор; не только в колокольнях, но и в больших залах, на открытых площадках и т. д. для создания нужного акустического эффекта.

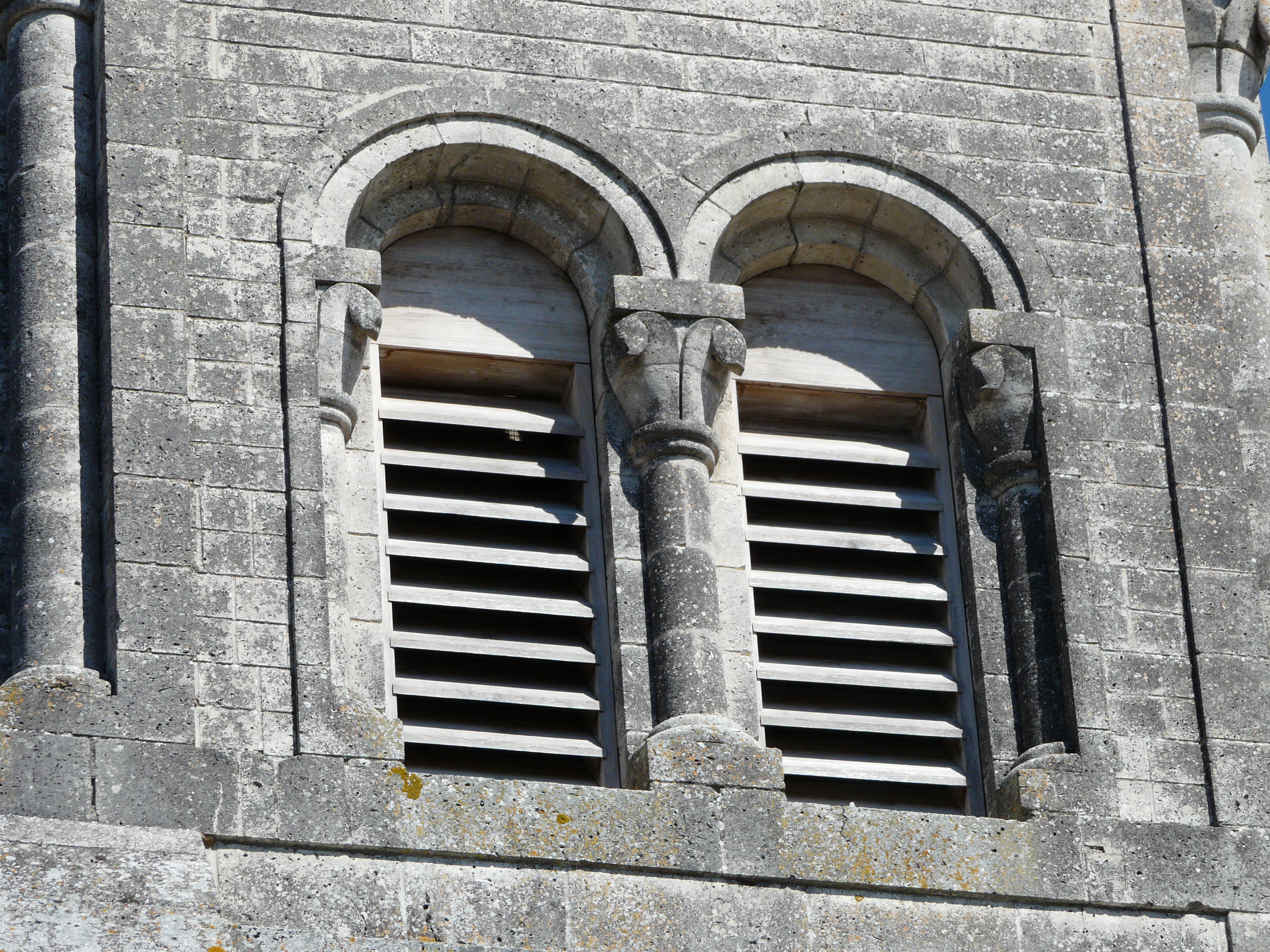
Абасоны колокольни

Абасоны изготовляли из покрытой свинцом древесины или сланцевых лезвий, которые крепятся к каркасу и устанавливаются таким образом, чтобы они могли гарантировать защиту от непогоды и отражать звук колокола(-ов) на землю. Первая информация о абасонах датируется XIII веком. Их часто украшали зубчатым орнаментом в их нижней части, завитками, символикой и т. д. Сегодня, в быту, любые жалюзи в колокольне обычно называют абасонами, даже если они и не предназначены для перенаправления звука, а просто защищают помещение от капризов погоды.